# Zamora
Zamora város Spanyolországban,  Zamora tartományban. Zamora Valcabado, Monfarracinos, Coreses, Villaralbo, Arcenillas, Morales del Vino, Entrala, El Perdigón, Pereruela, Almaraz de Duero, Muelas del Pan, San Pedro de la Nave-Almendra, Palacios del Pan, Andavías, La Hiniesta és Roales községekkel határos. Lakosainak száma 59 506 fő (2024).

## Népesség
A település népessége az utóbbi években az alábbiak szerint változott:
| Lakosok száma | 65 633 | 65 646 | 66 138 | 66 293 | 65 362 | 64 423 | 62 389 | 61 406 | 59 475 | 59 506 |
|               | 2001   | 2004   | 2007   | 2009   | 2012   | 2014   | 2017   | 2019   | 2022   | 2024   |